# Bataille d'Assaye
Deuxième guerre anglo-marathes
La bataille d'Assaye se déroule le 23 septembre 1803 dans le cadre de la deuxième guerre anglo-marathe, près de la petite bourgade d'Assaye dans l'État actuel du Maharashtra, au nord d'Aurangâbâd. Le général Arthur Wellesley est à la tête d'une armée composée de Britanniques et de cipayes s'élevant à quelque 13 500 hommes. Il rencontre une force indienne importante représentant au moins trois fois son effectif, entre 40 000  et   50 000 hommes, intégrant l'armée des Sindia bien entraînée et comportant des officiers français, allemands, portugais, américains et britanniques.  
Tôt dans la matinée, Wellesley reçoit le rapport d'un espion indiquant que l'ennemi campe à moins de 10 kilomètres de distance. Cependant, il s'agit d'une question de temps avant que les armées indiennes ne soient averties de sa présence et fassent retraite. Wellesley décide d'attaquer immédiatement, sans attendre d'appui.

## Bataille
Les armées des Sindia et de Berâr se sont postées entre les deux cours d'eau Kaitna et Juah, non loin de leur confluent, une position qui forcera, d'après leurs chefs, les Britanniques à les attaquer en traversant le Kaitna. Wellesley, cependant, découvre un gué à peu de distance et traverse le fleuve près du village d'Assaye et se déplace vers le flanc gauche de l'ennemi. Le mouvement n'est pas sans danger et seule une contre-attaque de la cavalerie britannique force la cavalerie des Marathes à s'éloigner. L'infanterie des Sindia se replace rapidement pour couvrir la nouvelle menace et le mercenaire allemand Pohlman fait de même avec l'artillerie. 
Malgré une résistance féroce et le nombre important de pertes, Wellesley fait avancer ses hommes, s'empare de l'artillerie indienne et repousse les troupes des Sindia. Le village d'Assaye lui-même est un verrou difficile à faire sauter mais bientôt la cavalerie sindhia se retire et les Britanniques retournent leur attention vers l'infanterie et dispersent plusieurs colonnes. Wellesley lance alors un dernier assaut et brise l'armée indienne qui s'est retrouvée le dos au fleuve Juah. La bataille qui a duré trois heures a été très sanglante et lorsque les princes indiens font retraite, ils comptent quelque 6 000 pertes dans leurs rangs. Les Britanniques, quant à eux, terminent la bataille victorieux mais avec 1 600 hommes tués ou blessés.

## Conséquences
Des années plus tard, lorsqu'on demandera à Arthur Wellesley devenu le premier duc de Wellington, l'action militaire la plus importante à laquelle il a participé au cours de sa vie, il affirmera qu'il s'agit de la bataille d'Assaye.